# Picnic (Film)
Picnic (originale Schreibweise PiCNiC, übersetzt Picknick; teilweise auch als Pikunikku gelistet) ist ein japanisches Jugendfilmdrama aus dem Jahr 1996 von Regisseur Shunji Iwai. Er handelt von drei älteren Jugendlichen aus einer geschlossenen Psychiatrischen Klinik, die Wanderungen außerhalb der Anstalt machen.

## Charaktere
Es gibt die drei Hauptcharaktere Coco, Satoru und Tsumuji, drei Jugendliche, die in einer geschlossenen Psychiatrie leben. Coco trägt gerne schwarze Klamotten und schwarzen Federschmuck. Sie glaubt, die Erde begann, als sie geboren ist und ende daher auch, wenn sie stirbt. Tsumuji leidet unter Halluzinationen, in denen er seinen Lehrer sieht, den er zuvor umbrachte. Er sehnt sich das Ende der Welt möglichst schnell bevor. Satoru und Tsumuji haben benachbarte Zimmer und sind leicht befreundet. Gemeinsam gehen sie öfters auf der Mauer der Anstalt entlang, um das Leben außerhalb der Anstalt zu beobachten.

## Handlung
Coco wird von ihren Eltern in eine geschlossene Anstalt abgegeben. Dort trifft sie auf Satoru und Tsumuji. Während sich Satoru direkt in Coco verliebt verneint Tsumuji Gefühle ihr gegenüber. Auf einen der Gänge auf der Mauer nehmen die beiden Jungs Coco mit, die jedoch über die Abgrenzung hinausgeht, indem sie von der Mauer der Anstalt auf eine andere steigt. Während Satoru dem Verbot gehorcht, folgt Tsumuji ihr. In dem Gefühl, die Mauer nicht verlassen zu dürfen, bleiben die beiden weiterhin auf Mauern.
Auf ihrer Wanderung kommen sie an einer christlichen Kirche vorbei, wo sie auf einen Priester treffen. Tsumuji erzählt diesem nicht an Gott zu glauben, da seine Gebete nicht erhört würden. Auf die Nachfrage vom Priester wofür er denn beten würde, antwortet er sich das Ende der Welt zu wünschen. Coco entgegnet hierauf, die Welt würde enden, wenn sie stirbt, da die Welt begann, als sie geboren wurde. Dies mache ihre Eltern zu Göttern. Der Priester gibt Tsumuji eine Bibel, worauf hin dieser bekehrt wird und an Gott, Himmel und Hölle, sowie die Apokalypse glaubt. Als sie zurückkehren, werden sie für ihren Ausgang bestraft. Auf Grund einer Fehlinterpretation der Bibel glaubt Tsumuji, die Erde geht in naher Zukunft unter. An dem Tag des vermuteten Weltuntergangs machen sich die drei wieder auf den Weg außerhalb der Anstalt, um beim Picknick den Armageddon zuzuschauen. Dabei gehen sie wieder nur auf Mauern entlang. Die Wanderung wird in einigen langen Filmaufnahmen gezeigt.
Bei der Wanderung bleibt Satoru zurück, der später von einer Mauer fällt und stirbt. Als es anfängt stark zu regnen, halluziniert Tsumuji. Er sieht seinen Lehrer, den Tsumuji umgebracht hat. Er erzählt Coco von seiner Tat. Tsumuji sagt, Gott habe ihm verziehen, sein Lehrer dagegen nicht. Darauf erzählt Coco mitschuldig am Tod ihrer Zwillingsschwester zu sein. Daraufhin küssen sich beide und gehen über eine Keilmauer zu einem Leuchtturm. Dort veranstalten sie ihr Picknick. Beide unterhalten sich darüber, wie die Hölle sei. Coco meint, sie möchte lieber in die Hölle, da ihr der Himmel zu langweilig sei.
Tsumuji überlegt, das Ende der Welt herbeizuführen, indem er mit einer Pistole, die er zuvor einem Polizisten abnahm, in die Sonne schießt. Nach zwei Schüssen nimmt Coco ihm die Pistole ab und schießt sich in den Kopf, in dem Glauben, so die Welt zum Ende zu bringen. Coco stirbt in den Armen Tsumujis.

## Kritik
Das Lexikon des internationalen Films analysierte: „Eine apokalyptische Beschreibung des Lebens im modernen Japan, die in manchmal allzu vordergründigen Bildern die Situation einer entwurzelten Generation darstellt, die sich nicht in die Welt ihrer Elterngeneration einordnen will, längst aber noch keine Alternativen gefunden hat.“